# Алмалинский сельский округ (Западно-Казахстанская область)
Алмалинский сельский округ — административно-территориальное образование в Акжаикском районе Западно-Казахстанской области.

## Административное устройство
1. село Алмалы
2. село Атамекен
3. село Жантемир